# Chris Brown (compositor)
Chris Brown   (Mendota, 9 de setembre de 1953) és un compositor, pianista i músic electrònic estatunidenc que crea música per a instruments acústics amb electrònica interactiva, per a xarxes d'ordinadors i per a improvisar conjunts.
Va estar actiu a principis de la seva carrera com a inventor i constructor d'instruments electroacústics; també ha actuat àmpliament com a improvisador i pianista amb grups com "Room" i el "Glenn Spearman Double Trio". El 1986 va co-fundar el pioner conjunt musical de xarxes informàtiques "The Hub". També és conegut per les seves actuacions musicals enregistrades per Henry Cowell, Luc Ferrari i John Zorn. Ha rebut encàrrecs de la Simfònica de Berkeley, el Quartet de Saxòfons Rova, el trio Abel-Steinberg-Winant, la Fundació Gerbode, la Fundació Phonos i el Fons de treball creatiu. La seva música recent inclou la instal·lació polirítmica "Talking Drum", la sèrie "Inventions" per a ordinadors i intèrprets interactius i la sèrie radiofònica "Transmissions", amb el compositor Guillermo Galindo .
El seu treball electroacústic "Lava" del 1992, per a metall, percussió i electrònica, és produït per "Tzadik Records". Imparteix classes de composició i música electrònica al "Mills College d'Oakland", on és codirector del "Centre for Contemporary Music (CCM)".